# Befanini
Les befanini, ou befanotti, sont des biscuits traditionnels de Toscane, en particulier de la Versilia et de la plaine de Lucques. Ce sont des biscuits sablés, souvent recouverts de boules sucrées colorées, qui sont préparés à l'occasion de l'Épiphanie en l'honneur de Befana. Le biscuit est reconnu produit agroalimentaire traditionnel italien (PATI).

## Histoire
Les befanini sont des biscuits simples, de forme ronde, allongée ou complexe, qui sont préparés pendant la période de Noël et principalement pour l'Épiphanie. Autrefois, ils étaient uniquement cuisinés par les familles ; plus récemment, ils sont souvent produits par des boulangeries et des entreprises de confiserie.
Il n'existe pas de recette originale des befanini car la recette était transmise oralement de famille en famille et chacun la modifiait à sa guise. Au départ, ils n'étaient pas décorés avec des sucres colorés car ceux-ci n'existaient pas encore sur le marché.
Jusqu'au milieu du XXe siècle, des paniers décorés de papier coloré découpé avec des coquilles Saint-Jacques étaient préparés avec les befanini. La tradition populaire leur attribuait la propriété de garantir aux jeunes femmes un lait maternel abondant,. Plus tard, on a commencé à créer des costumes de Befana, fabriqués par les familles à partir de vrais bas remplis de befanini. Plus tard, les bas étaient confectionnés avec des chutes de tissu et de petites décorations et contenaient souvent non seulement les befanini mais aussi des fruits secs, des mandarines, des oranges et aussi les emporte-pièces caractéristiques pour couper les befanini.
Les emporte-pièces des befanini sont plus grands que pour les biscuits normaux (au moins 6-7 cm) et représentent traditionnellement les personnages de l'Épiphanie représentés dans les crèches : la Befana, l'ange, la comète, le dromadaire et les sages. Cependant, les emporte-pièces ont aussi d'autres formes : animaux, fleurs, étoiles, et cœurs. Il existe sur le marché des centaines d'emporte-pièces de formes différentes, mais les figures typiques sont devenues plus rares.

## Préparation

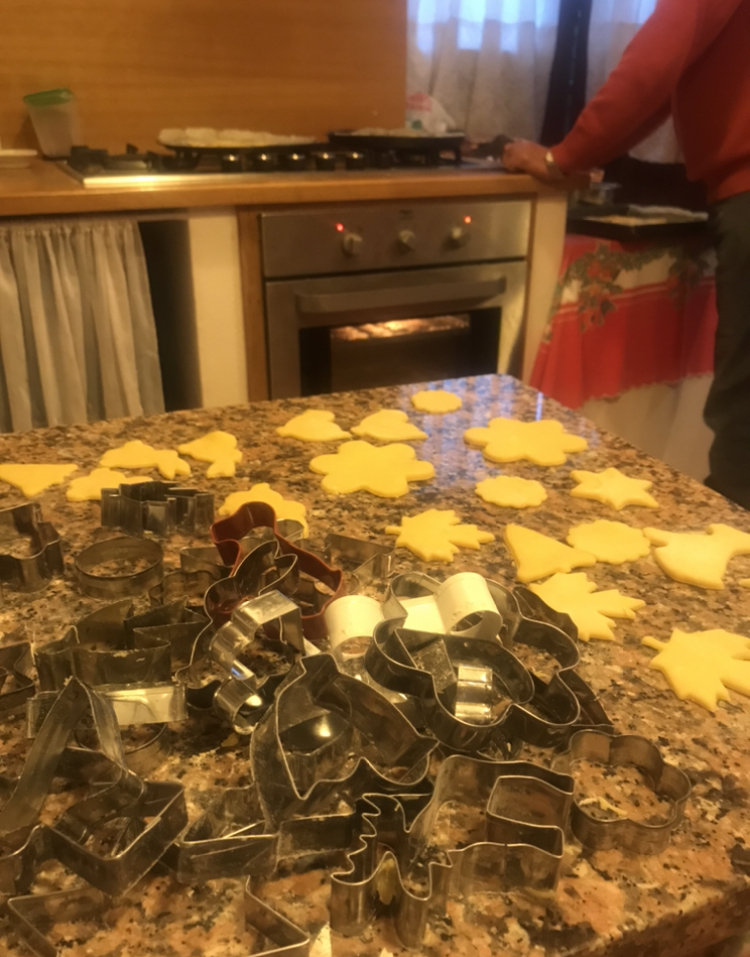
Préparation des befanini.

Les principaux ingrédients pour la préparation de la pâte sucrée sont des œufs, de la farine, du beurre, du lait, du sucre, de la levure, un zeste de citron ou d'orange, de l'anis et une pincée de sel. Pour la décoration, des nonpareilles colorées sont souvent utilisées.
Les œufs sont battus avec le sucre dans un bol jusqu'à consistance mousseuse ; le beurre ramolli, la farine bien tamisée, le sel et enfin le lait sont ajoutés. Le tout est mélangé jusqu'à obtenir une pâte souple et homogène. La levure, du rhum et le zeste d'un citron ou d'une orange sont ajoutés. Quand tout est bien mélangé, la pâte est laissée reposer une demi-heure dans un endroit frais.
La pâte est étalée à l'aide d'un rouleau à pâtisserie sur le plan de travail, petit à petit, jusqu'à obtenir une feuille d'environ un demi-centimètre d'épaisseur. Après cela, des figurines sont fabriquées en utilisant les moules en fer de forme spéciale. Les befanini sont disposés sur une plaque recouverte de papier sulfurisé puis badigeonnés d'œuf battu et décorés avec des nonpareilles colorées. Ils sont cuits au four à 180 °C pendant environ 20 minutes, jusqu'à ce qu'ils prennent une jolie couleur entre doré et noisette.
Une fois refroidis, les befanini sont conservés dans des bocaux en verre hermétiques pendant environ 15 à 20 jours sans perdre leur parfum. Ils sont souvent consommés au petit déjeuner ou en collation.